# NGC 3976A
NGC 3976A este o galaxie situată în constelația Fecioara. A fost descoperită în  de către William Herschel.